# Kimar
Kimar (arab. كيمار) – wieś w Syrii, w muhafazie Aleppo. W 2004 roku liczyła 660 mieszkańców.